# Torre di Federico II
La Torre di Federico II rappresenta, assieme al Castello di Lombardia, il maggiore simbolo architettonico della città di Enna, nonché il suo più imponente baluardo militare dell'età medievale.

## Storia
L'edificazione viene attribuita all'imperatore svevo Federico II di Hohenstaufen che l'avrebbe fatta edificare dall'architetto Riccardo da Lentini nella prima metà del XIII secolo. A legittimare ufficialmente questa tesi fu Giuseppe Agnello . 
Questa tipologia fu utilizzata nello stesso periodo in altri castelli di Federico II come la torre ottagonale del Castello di Augusta o quella pentagonale del castello di Giuliana, ecc. Il Castello Maniace a Siracusa presenta in una delle torri circolari un basamento ottagonale. La torre di Enna è una architettura tipica del Nord Europa di quel periodo cioè il cosiddetto dongione prismatico caratterizzato da volte a ombrello per piano.
La Torre ottagonale di Enna fu usata come residenza estiva dell'imperatore siciliano . Fu nell'agosto del 1233 quando da Castrogiovanni (come allora si chiamava Enna) scrisse a Papa Gregorio IX .
Altri studiosi sostengono che a volere la Torre di Enna fosse stato Federico III, terzogenito di Pietro III di Aragona, incoronato “re di Sicilia” nel 1296. Questa posizione risulta abbandonata dal mondo accademico.
Nei registri del catasto urbano di Castrogiovanni, conservati presso l'Archivio di Stato di Enna , è contraddistinta sempre con il nome di “Torre di Alcontres” .